# Prispodoba o vjernom sluzi
Prispodoba o vjernom sluzi je Isusova prispodoba koja govori o potrebi održavanja budnosti i pažnje jer je neizvijestan čas dolaska Gospodina.
Ova priča je u raznim inačicama, zabilježena u kanonskim evanđeljima po Mateju, Marku i Luki. Kod Mateja joj neposredno slijedi prispodoba o mudrim i ludim djevicama, slične eshatološke tematike, o neizvjesnom dolasku Sudnjeg dana.
Kod Mateja, priča započinje Isusovim upozorenjem: "Bdijte dakle jer ne znate u koji dan Gospodin vaš dolazi." (Mt 24,42) Drugim riječima, "učenik mora biti spreman za dolazak Gospodina, ostajući oprezan i budan pri njegovom dolasku". Još određenije upozorenje Isus daje na drugom mjestu "Pazite na se da vam srca ne otežaju u proždrljivosti, pijanstvu i u životnim brigama te vas iznenada ne zatekne onaj Dan jer će kao zamka nadoći na sve žitelje po svoj zemlji.". (Lk, 21,34-35)
Priča o vjernom sluzi najčešće se tumači kao upozorenje na drugi Kristov dolazak. Iako će možda biti raznih znakova o drugom dolasku, točno vrijeme ostaje nepoznato. Drugi dio prispodobe donosi upozorenje, da će biti više traženo od onih kojima je više dano.
Američki teolog J. Dwight Pentecost smatra da ova prispodoba "naglašava da povlastice nose obavezu, a da obaveza povlači odgovornost. Neki smatraju da se to posebno odnosi na vjerske vođe.
```
"Bdijte dakle jer ne znate u koji dan Gospodin vaš dolazi. A ovo znajte: kad bi domaćin znao o kojoj straži kradljivac dolazi, bdio bi i ne bi dopustio potkopati kuće. 44 Zato i vi budite pripravni jer u čas kad i ne mislite Sin Čovječji dolazi." (Mt 24,42-44)
```